# 扎姆奇西科
50°18′37″N 25°41′40″E / 50.31028°N 25.69444°E
扎姆奇西科（烏克蘭語：Замчисько），是烏克蘭的村落，位於該國西北部羅夫諾州，由杜布諾區負責管轄，始建於1100年，面積0.03平方公里，海拔高度201米，2001年人口63，人口密度每平方公里2,333.3人。